# 川の底からこんにちは
『川の底からこんにちは』（かわのそこからこんにちは）は、2010年の日本映画。
第19回ぴあフィルムフェスティバルスカラシップ作品であり、日本国外の映画祭で評価されてきた石井裕也監督の商業映画デビュー作。
第60回ベルリン国際映画祭のフォーラム部門の招待作品となった。
2010年、第32回ヨコハマ映画祭日本映画ベストテン第6位と主演女優賞（満島ひかり）をW受賞、監督の石井裕也は第53回ブルーリボン賞の監督賞を史上最年少で受賞した。

## ストーリー
OLの木村佐和子は上京して5年目で、仕事もさほど熱心ではなく、恋人の健一はバツイチで子持ちの上司という、妥協だらけの人生を送っていた。そんな彼女にある日父が入院したという知らせが入り、田舎に戻って家業のしじみ工場を急きょ継ぐように言われる。佐和子は乗り気ではなかったのだが、田舎暮らしがしたい健一の意向もあり、結局連れ子と3人で行くことになる。

## キャスト
- 木村佐和子：満島ひかり
- 新井健一：遠藤雅
- 新井加代子：相原綺羅
- 木村忠男：志賀廣太郎
- 木村信夫：岩松了
- 高木正樹：並樹史朗
- 塩田敏子：稲川実代子
- 塩田淳三：猪股俊明
- 村岡友美：鈴木なつみ
- 遠藤進：菅間勇
- 斎藤響子：牧野エミ
- 月島さん：工藤時子
- 杉山さん：安室満樹子
- 中島さん：しのへけい子
- 江口さん：よしのよしこ
- 腸内洗浄スタッフ：目黒真希
- 川上良男：森岡龍
- ギャル：廣瀬友美
- サユリ：山内ナヲ
- モトカ：丸山明恵
- 医者：潮見諭
- 保育園の先生：とんとろとん

## スタッフ
- 監督・脚本：石井裕也
- 撮影：沖村志宏
- 照明：鳥越正夫
- 録音：加藤大和
- 整音：越智美香
- 美術：尾関龍生
- 音楽：今村左悶、野村知秋
- 編集：髙橋幸一
- スクリプター：西岡容子
- 助監督：近藤有希
- 現像：IMAGICA
- スタジオ：日活撮影所
- ロケ協力：茨城町役場、鉾田市産業経済課観光協会、株式会社野口水産、大涸沼漁業協同組合、鹿島臨海鉄道、関東鉄道、日立市かみね動物園 ほか
- アシスタントプロデューサー：和氣俊之
- プロデューサー：天野真弓
- 製作者：矢内廣、氏家夏彦、武内英人、北出継哉、千葉龍平、宇野康秀

## 製作
本作は同じく石井裕也監督作品である『君と歩こう』と並行して製作された。監督曰く、「日本の観客に見て欲しいと思って製作した」という。

## こぼれ話
脚本を気に入った満島ひかりが監督に「私を選ばないと損しますよ〜」などとアプローチしたと、満島本人が語った。
2010年には本作での仕事がきっかけとなり、満島と石井監督が入籍したが、2016年に離婚している。